# エジプト博物館 (トリノ)

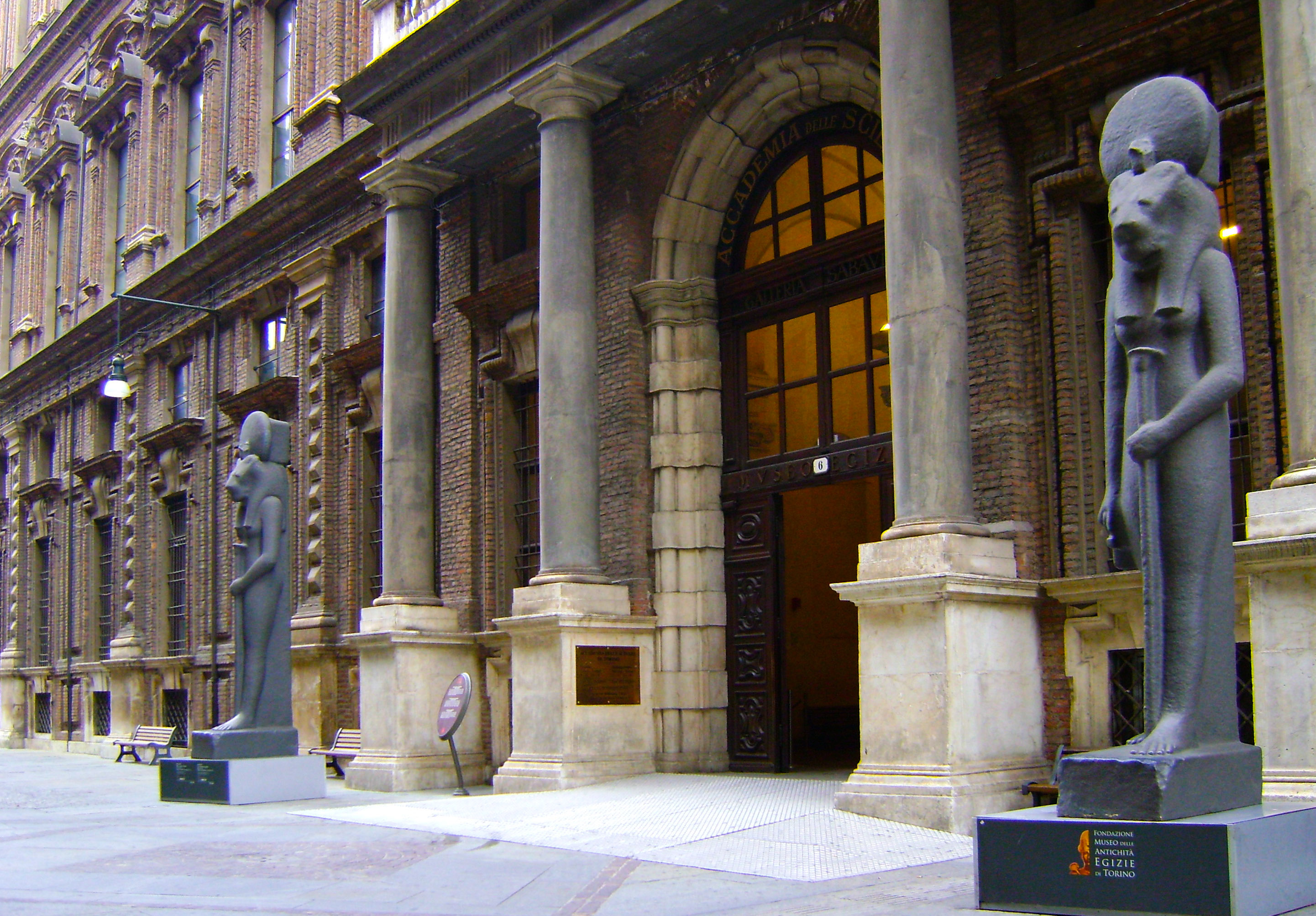
博物館入口

エジプト博物館（エジプトはくぶつかん、イタリア語：Museo Egizio）はイタリア・トリノにある古代エジプト専門の博物館。エジプト・カイロにあるエジプト考古学博物館に次ぐ規模の古代エジプト美術を収蔵している。

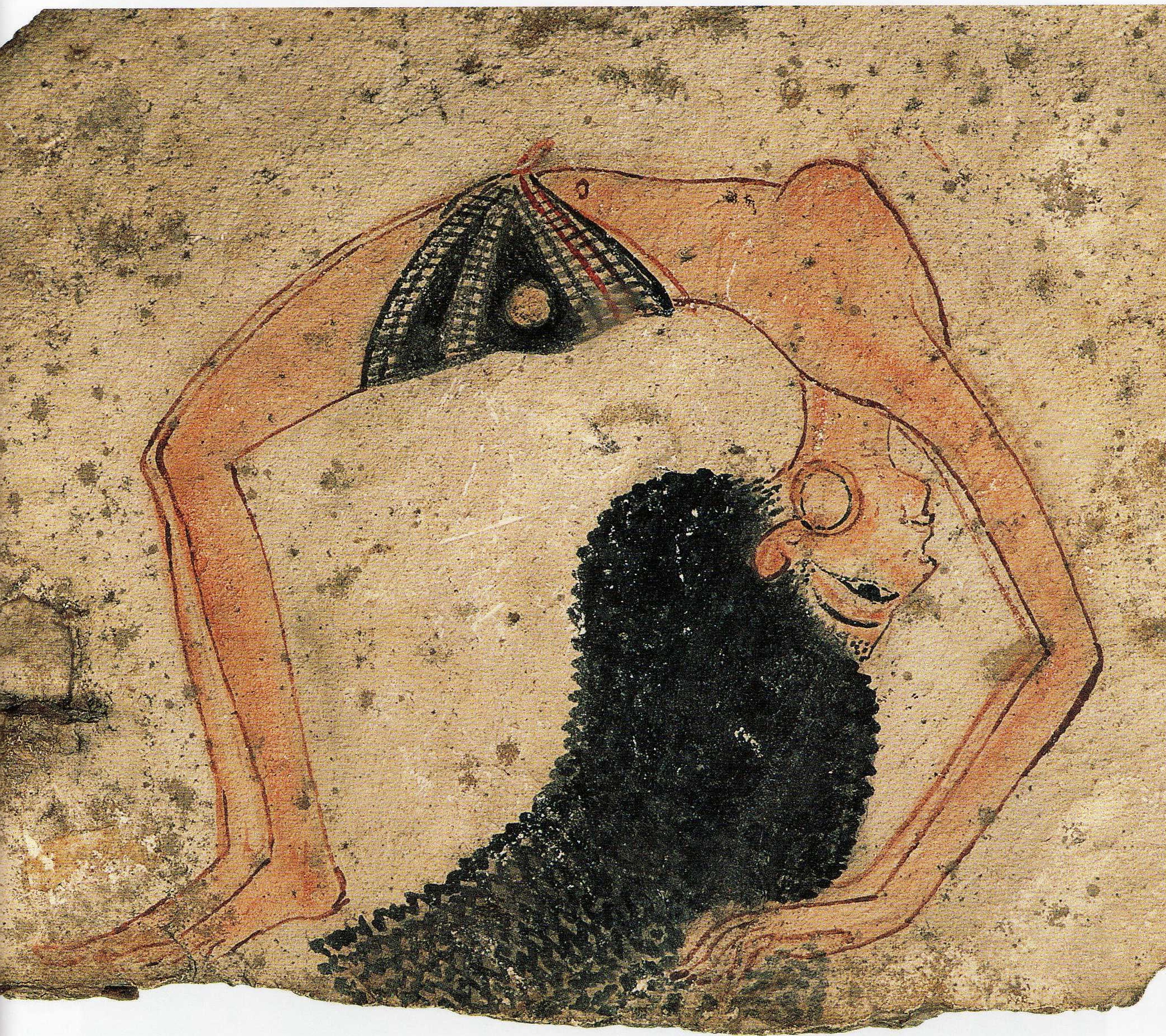
エジプトの踊り子

## 概要
古代エジプト関連で1630年に初めてトリノに持ち込まれたのが「Mensa Isiaca」というエジプト様式の祭壇 で、ローマのイシス神殿の為に作られたものとされる。この祭壇を見たサルデーニャ王国国王カルロ・エマヌエーレ3世が1753年に植物学者ヴィタリアーノ・ドナティを古代の文物を収集するためにエジプトに派遣し、カルナック神殿やクィフトから300点以上の文物を持ち帰った。これがトリノのエジプト博物館の中心的な収蔵物となった。
1824年に国王カルロ・フェリーチェがフランス領事ベルナルディーノ・ドロヴェッティがナポレオンエジプト遠征に従軍しエジプト駐在時に収集した「ドロヴェッティ・コレクション」（彫像100体、パピルス170冊、石碑、ミイラなどを含む5,268点）を購入。同年、ジャン＝フランソワ・シャンポリオンがトリノの膨大な史料を使用しヒエログリフ解読の確証を行なった。
1833年にピエモンテのジュゼッペ・ソッシオのコレクション（1,200点）が追加され、さらに1900年から1920年にエルネスト・スキャパレッリによって発見・発掘された文物が追加された。その後1960年代に行われたヌビアでの石碑発掘調査のイタリアからの支援を記念しエジプト政府から贈られたエレシヤ神殿が追加された。
長年にわたり、古代エジプトのコレクションは常にトリノでその保管の為に建てられた建物で保管されてきた。第二次世界大戦期間のみアリエに疎開していた。この博物館はイタリア政府の国立博物館民営化の試験的なプロジェクトとなり、古代エジプト博物館財団（Fondazione Museo delle Antichità Egizie）が2004年に設立された。また2006年のトリノオリンピックに合わせ主展示室をダンテ・フェレッティが設計するなどの改築を実施した。

## 展示品
- 新王朝時代の王の彫像群
- トトメス3世の神殿

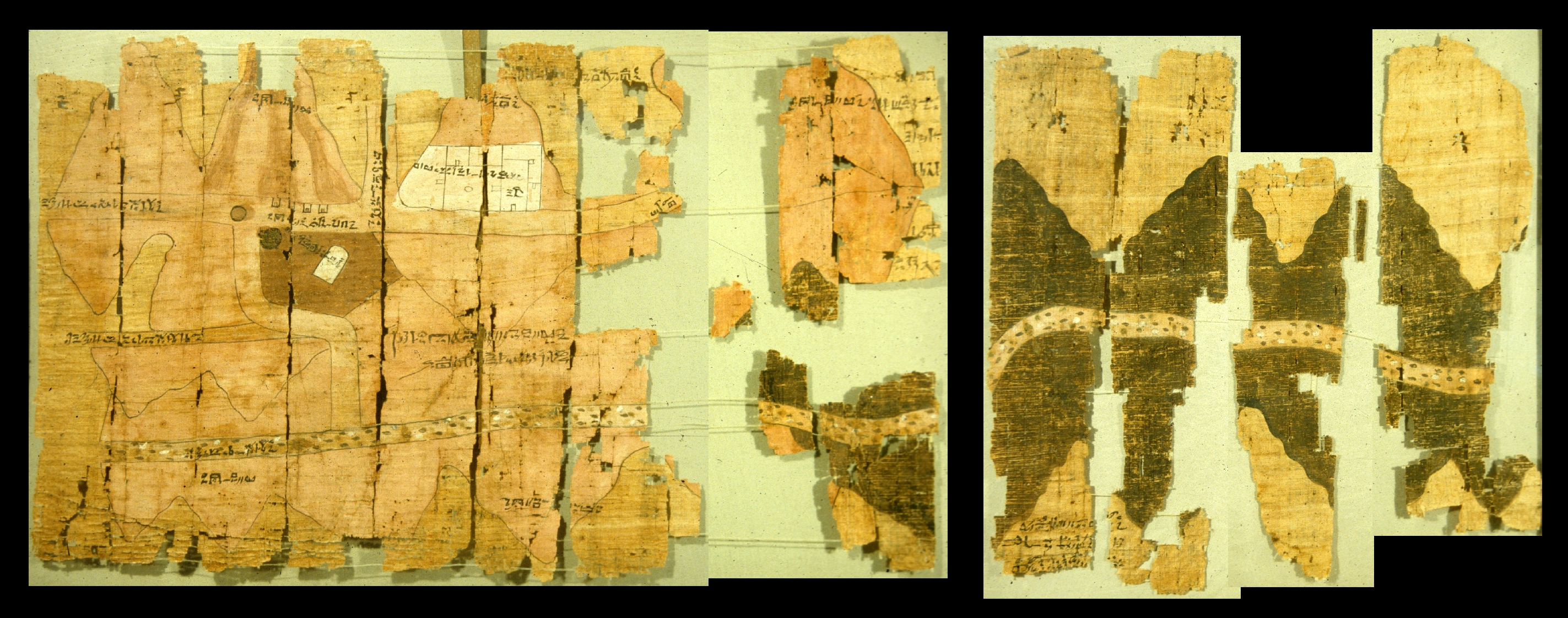
トリノパピルス地図

- 「ドロヴェッティ・コレクション」に属する埋葬品
- 紀元前3500年頃からの文書類
- 名も亡き者たちの墓からの埋葬品（古代王国）
- カーとメリット夫妻の墓
- ヒエログリフ解読の際にシャンポリオンに使用されたパピルス文書類
- イシス神殿の祭壇
- メレルの彩色木棺
- トリノ王名表
- 死者の書：エジプト博物館では現在知られる最も古いものを含む3種類の版を所蔵している。

イビの石製人型棺の蓋
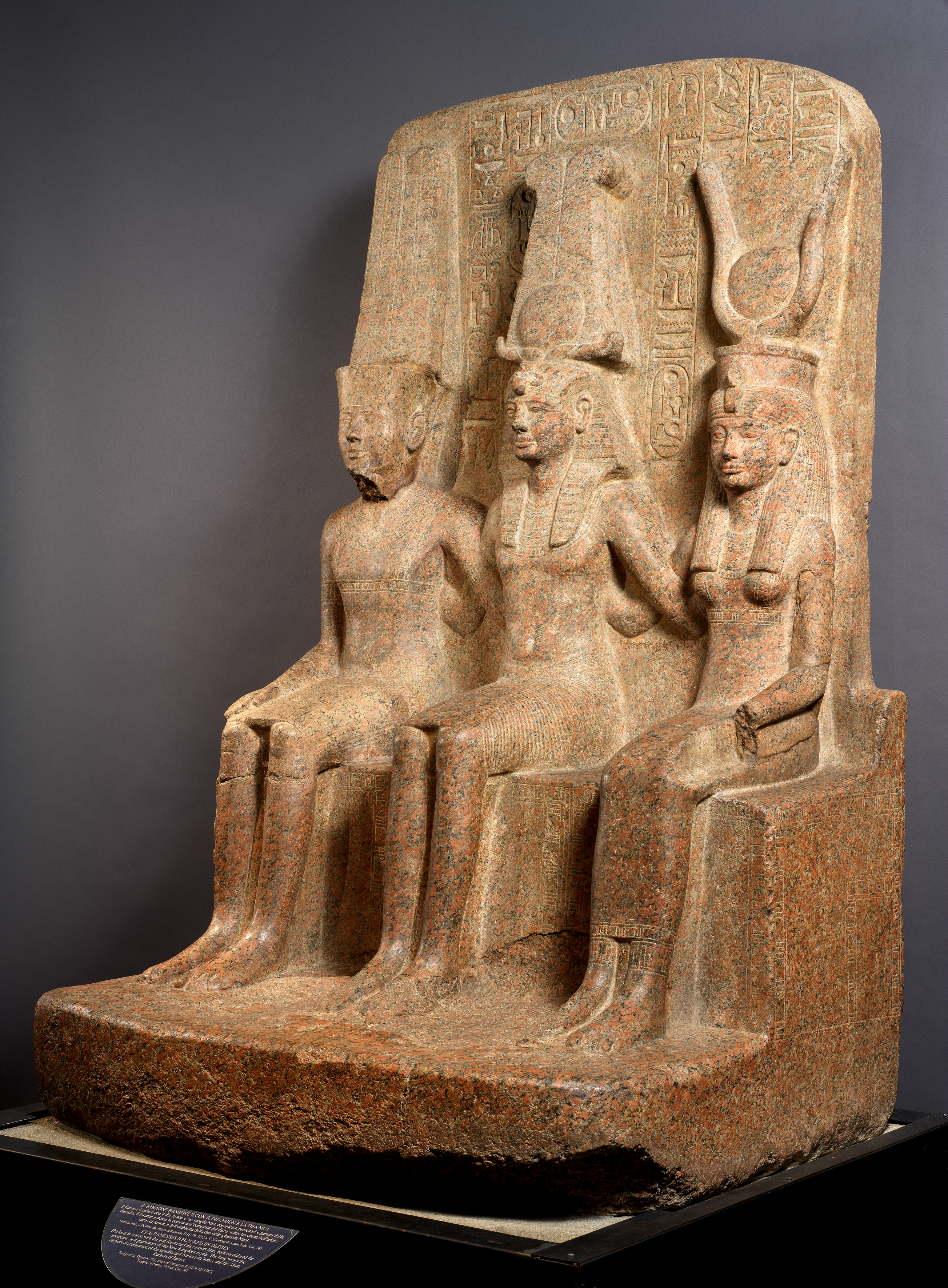
ラムセス2世とアメン及びハトホル
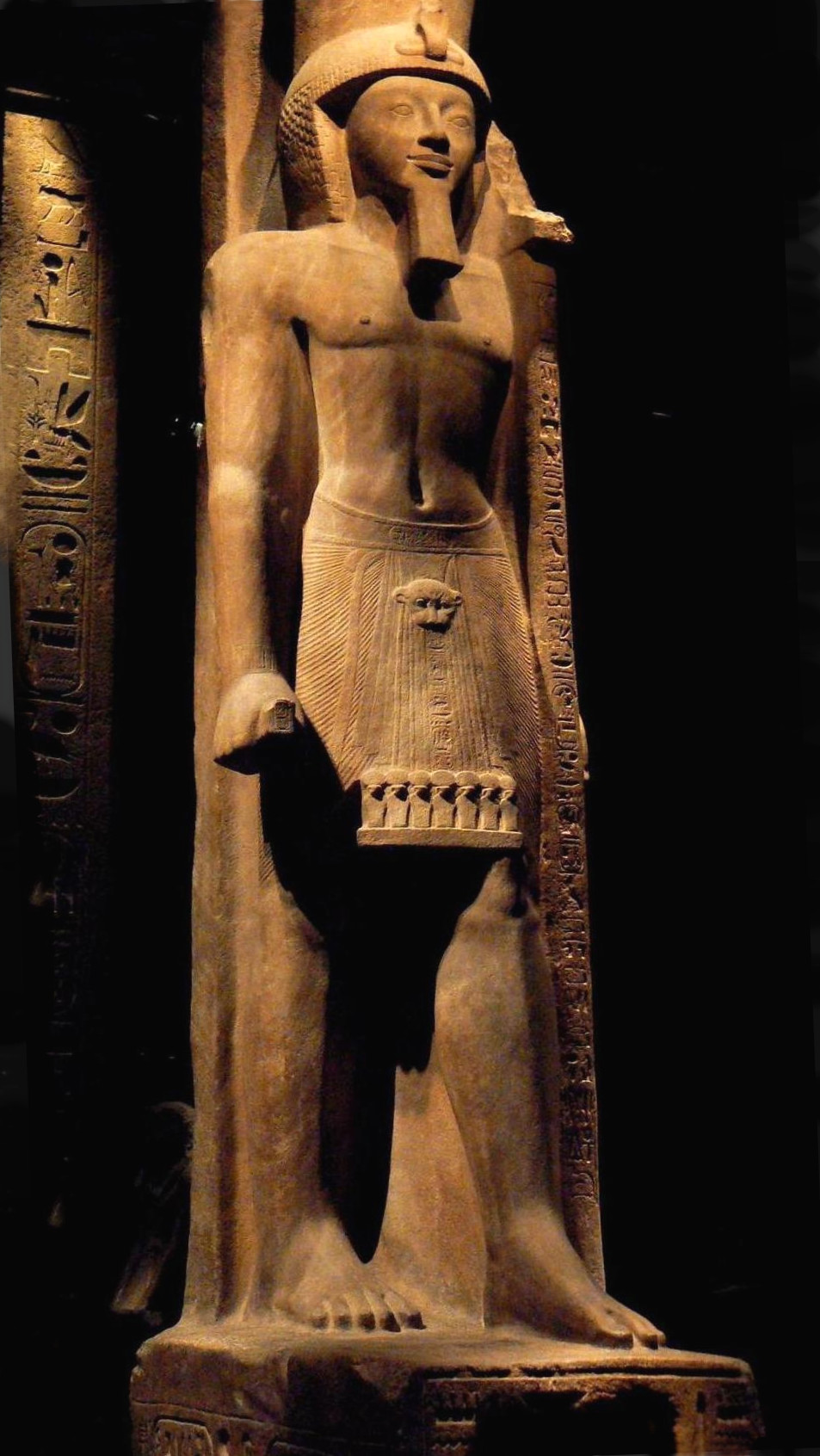
セティ2世の像
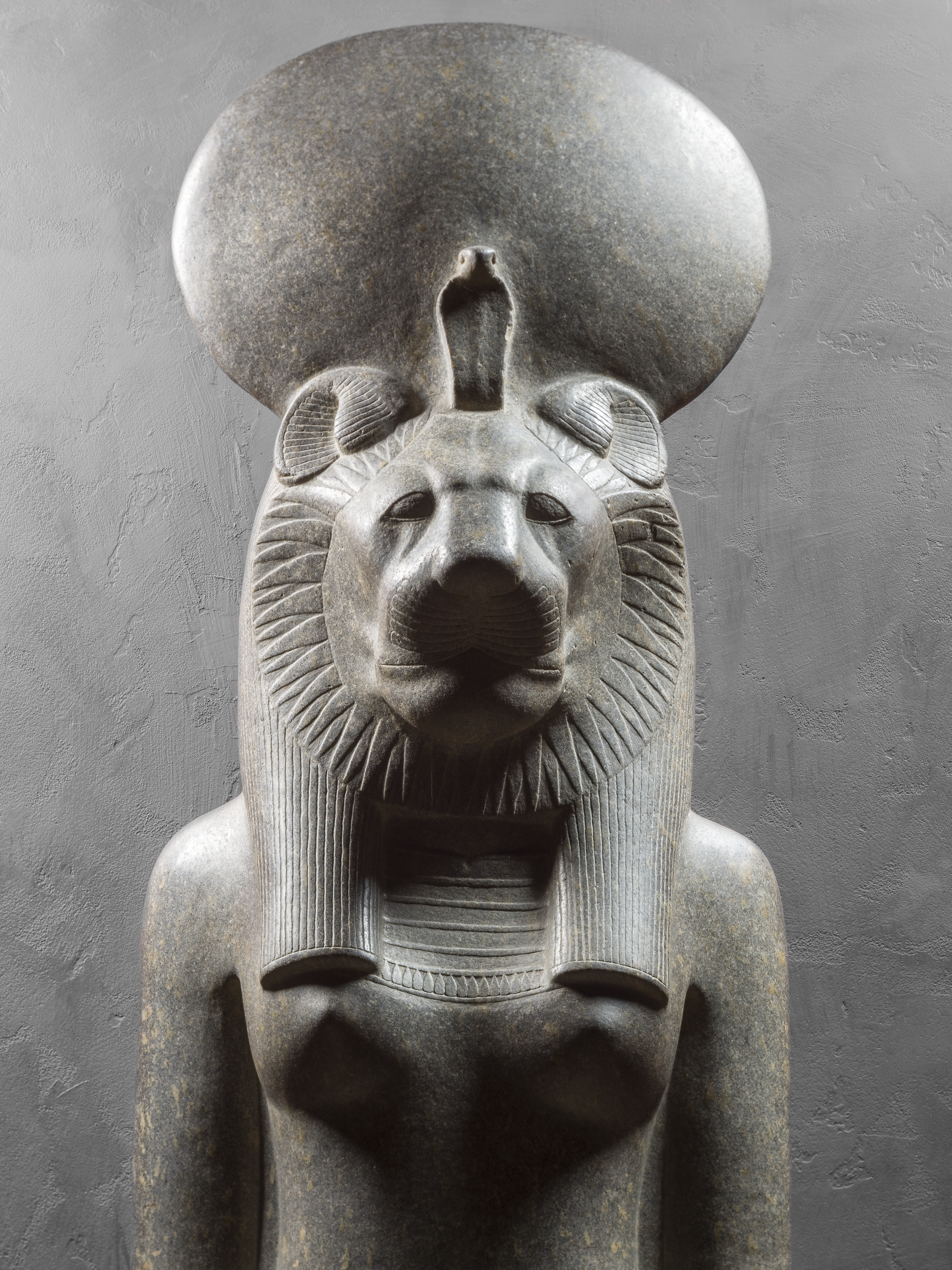
セクメトの像
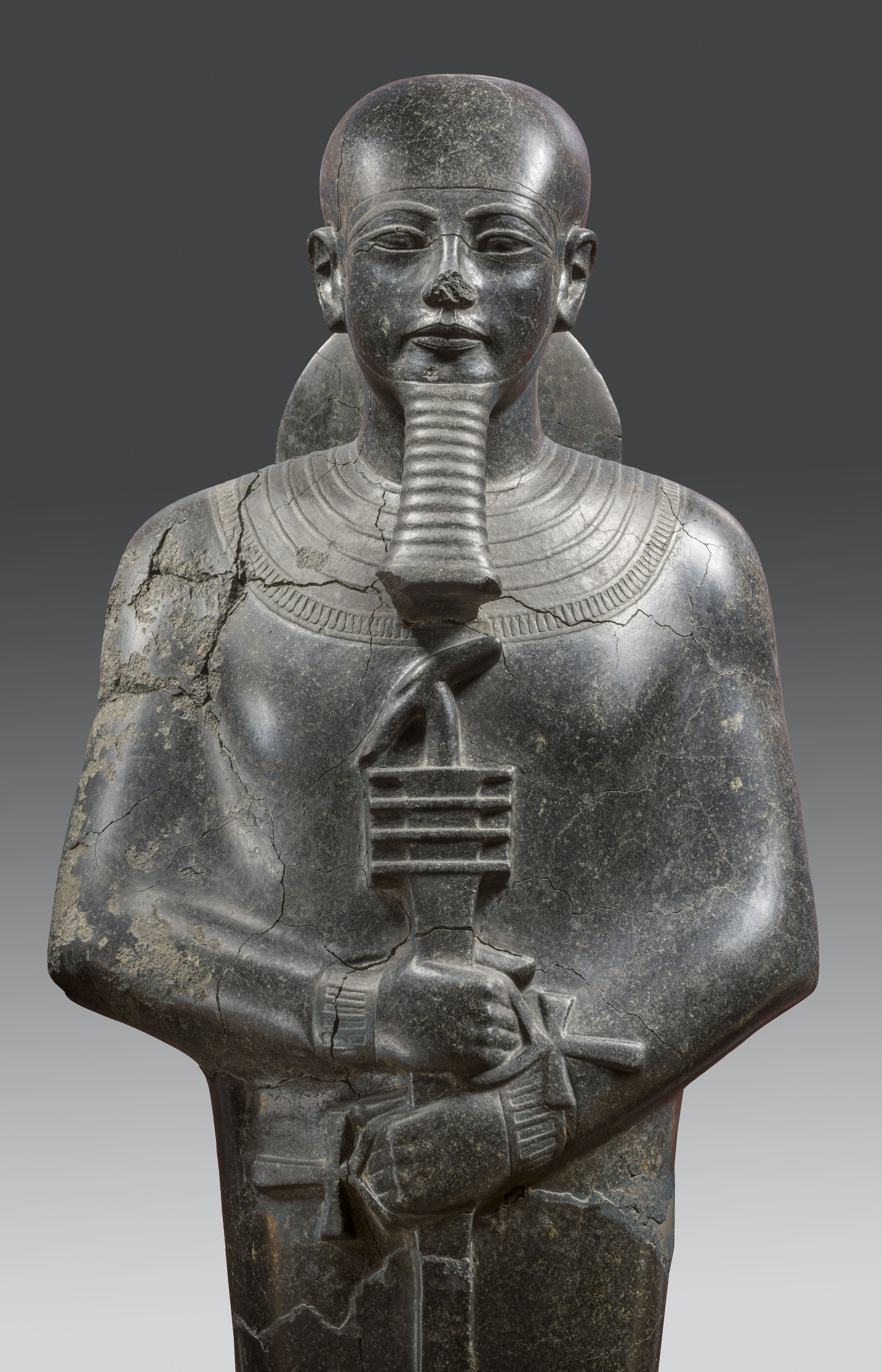
プタハの像
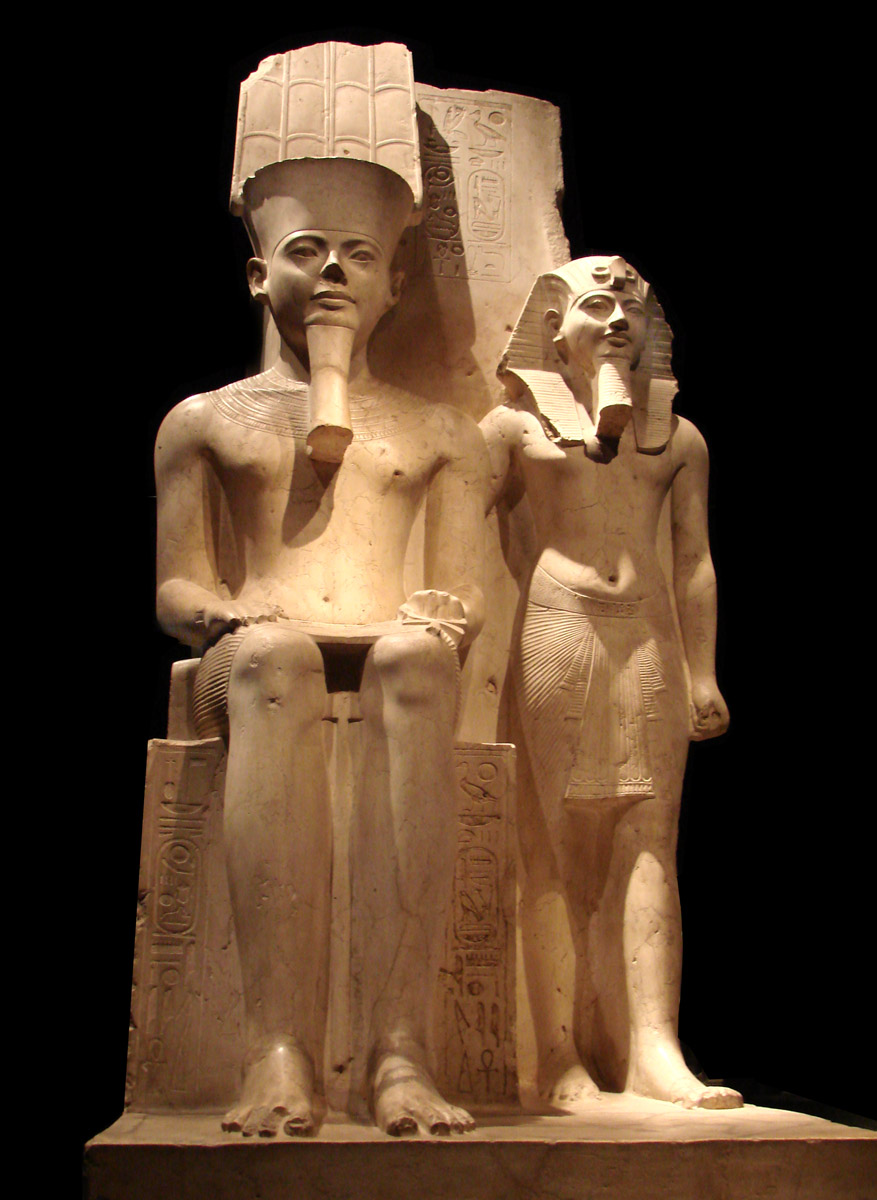
ホルエムヘブとアメンの像
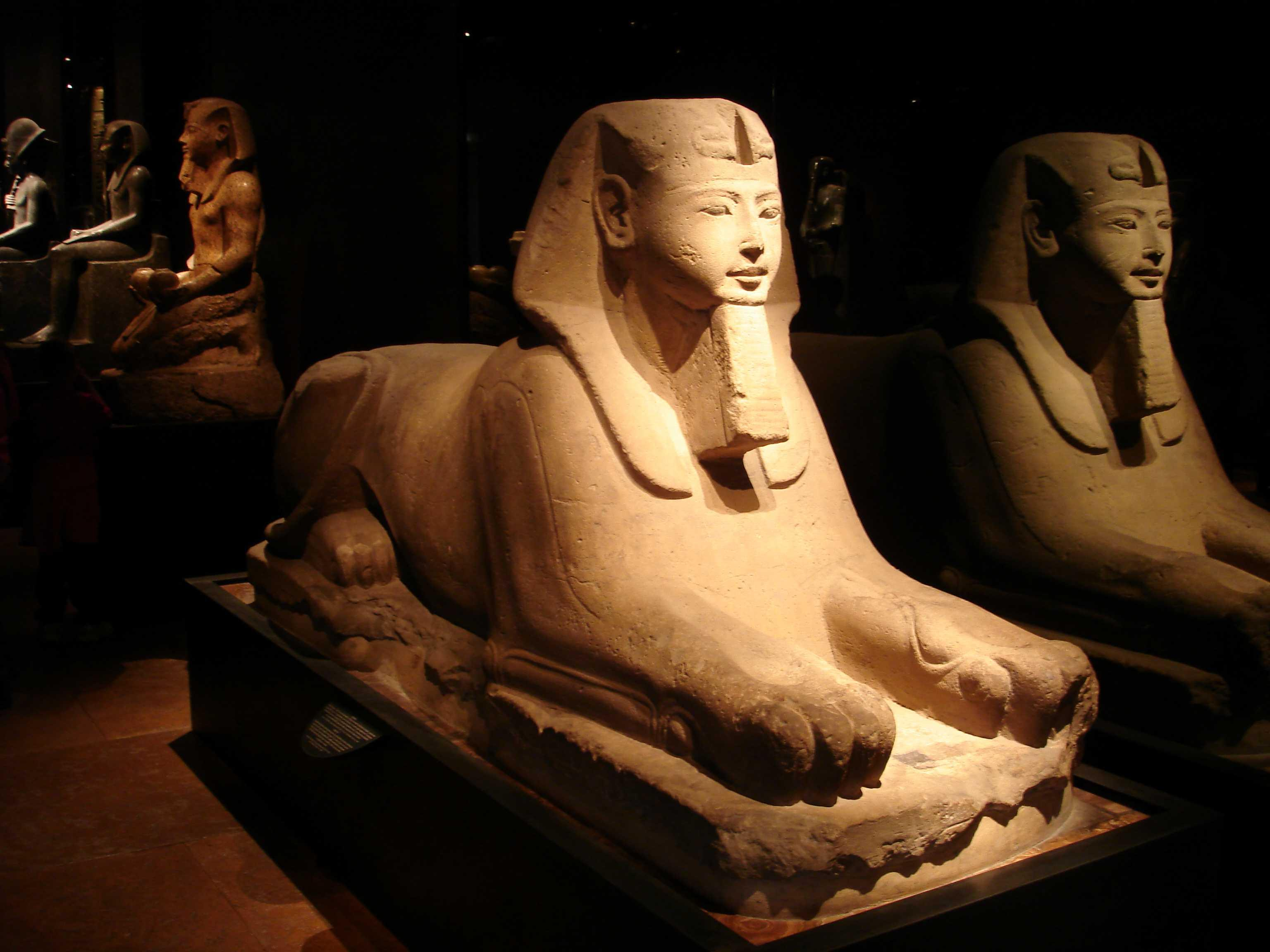
スフィンクス
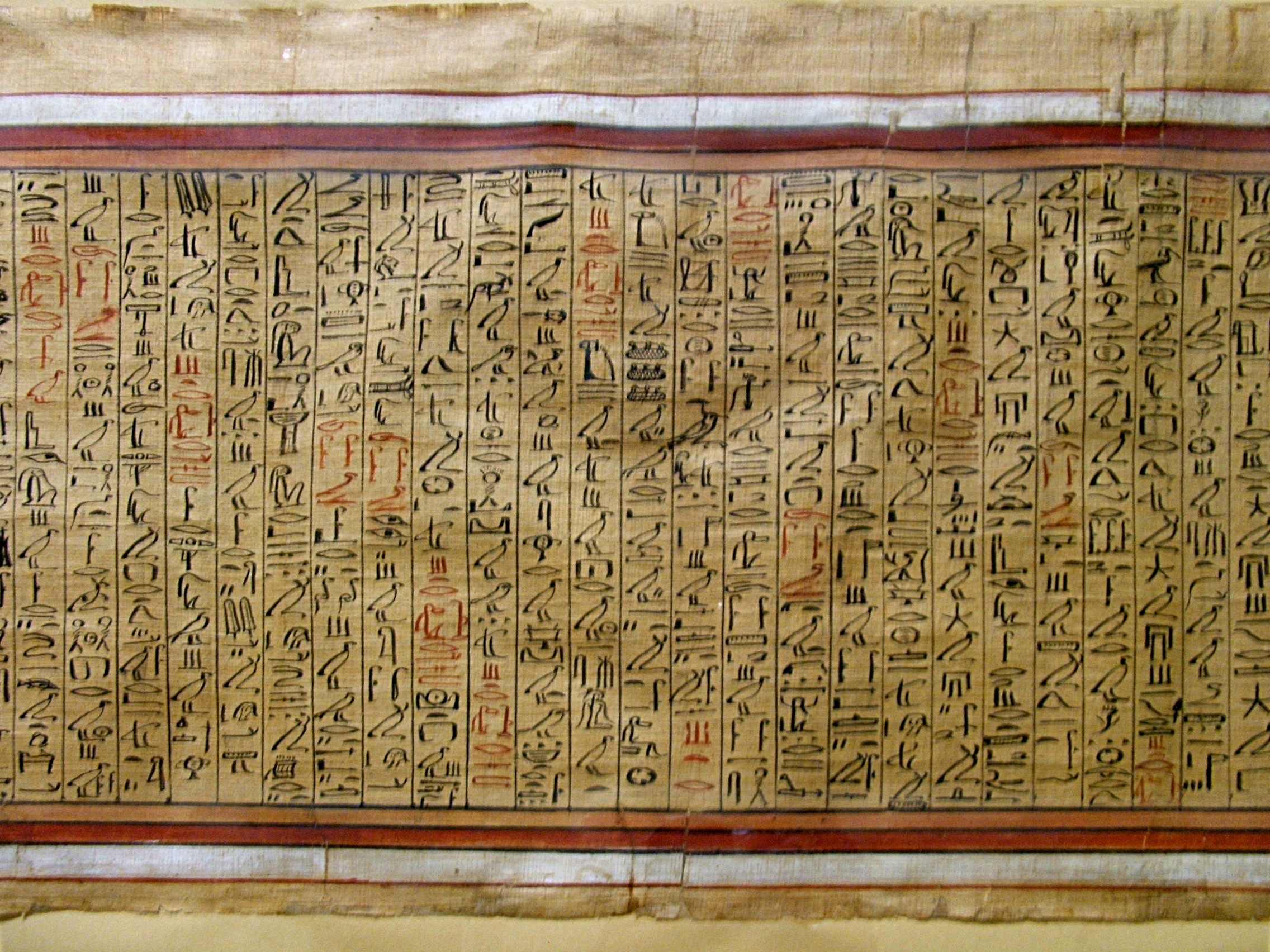
パピルス
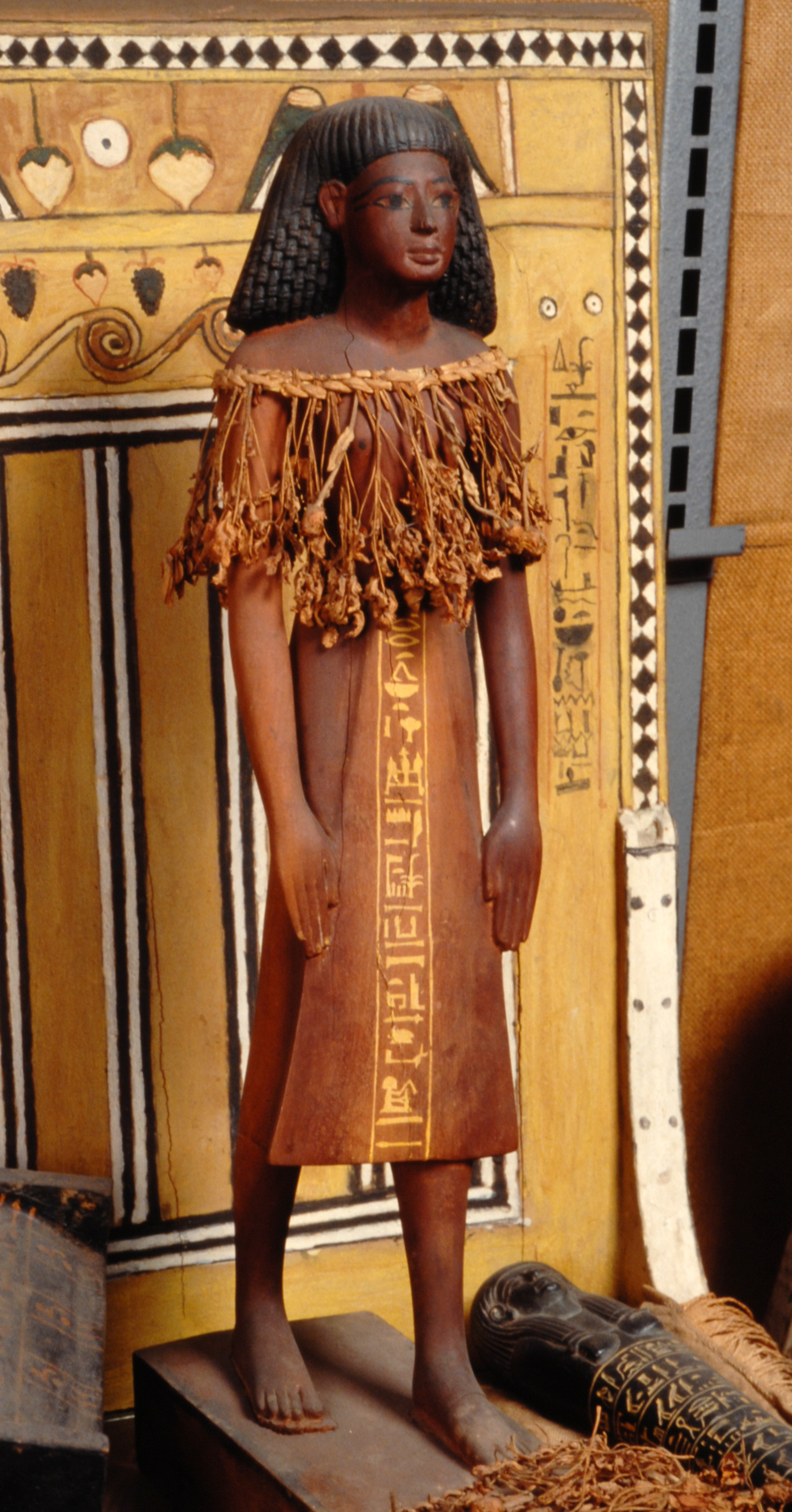
カーの像
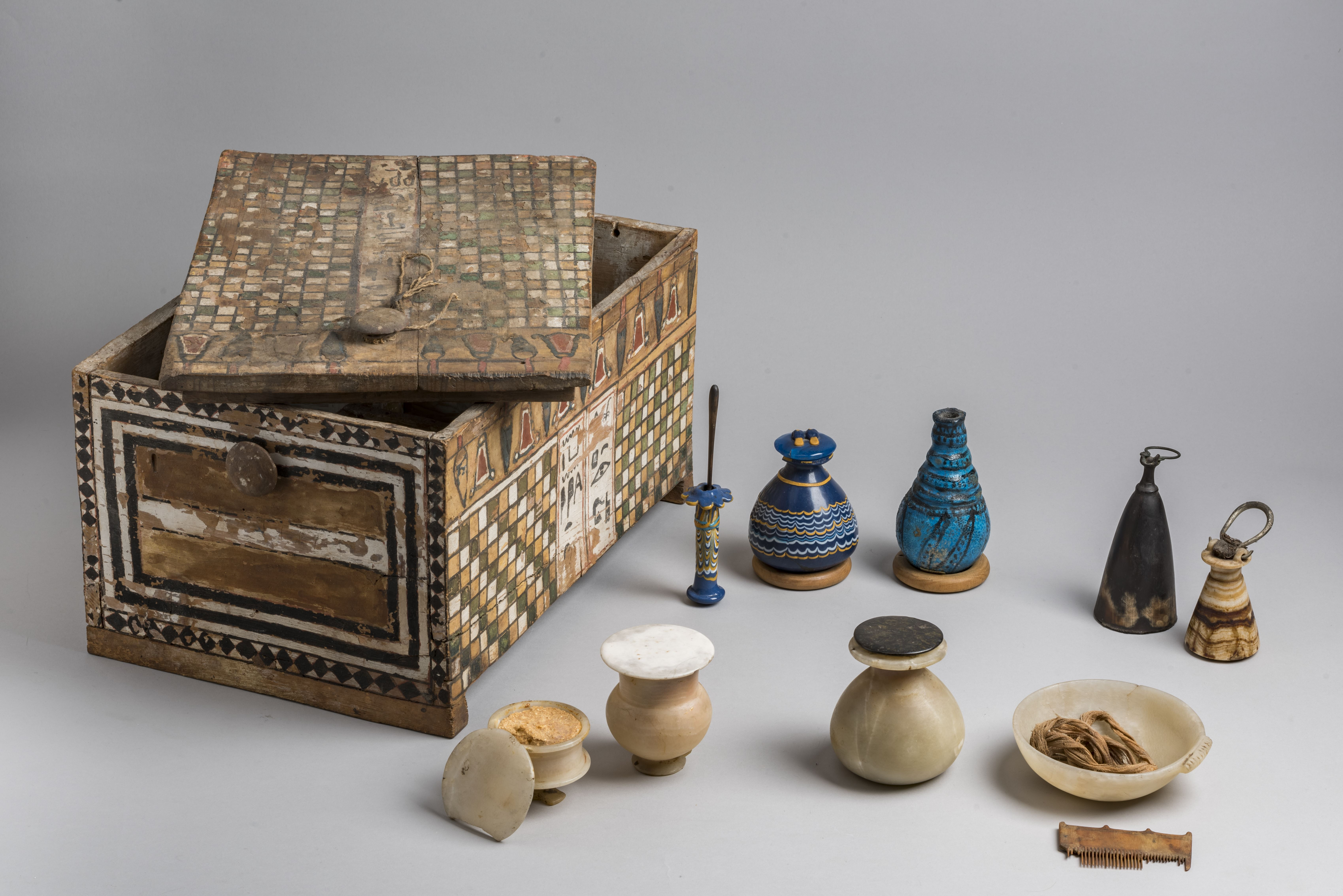
カーとメリット夫妻の墓の埋葬品
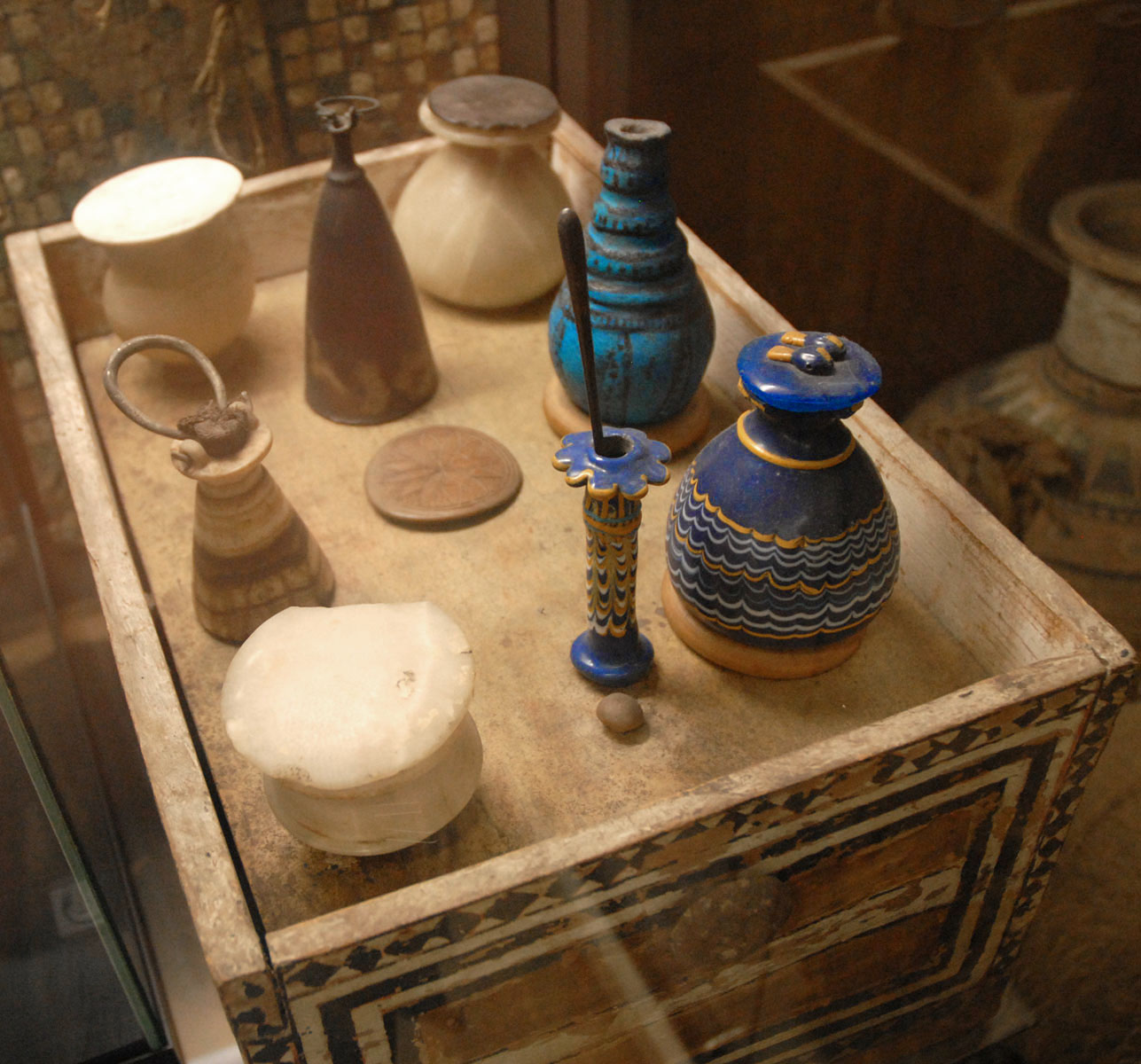
化粧箱、容器などのメリットの埋葬品